# مرده و دیگران
مرده و دیگران (پرتغالی: Chuva é Cantoria na Aldeia dos Mortos) یک فیلم درام به کارگردانی ژوآو سالاویزا و رنه نادر مسورا است که در سال ۲۰۱۸ منتشر شد.این فیلم جایزه ویژه هیئت داوران بخش نوعی نگاه جشنواره فیلم کن ۲۰۱۸ را دریافت کرد.